# Giao tranh tại Kashmir 2013
Một loạt giao tranh giữa Ấn Độ và Pakistan tại vùng tranh chấp Kashmir diễn ra từ đầu tháng 1 năm 2013.

## Bối cảnh
Kashmir là lãnh thổ tranh chấp từ thời gian người Anh trao trả độc lập cho hai nước. Ấn Độ và Pakistan đã từng ba lần có chiến tranh kể từ năm 1947, với hai lần liên quan đến tranh chấp lãnh thổ ở Kashmir. Hai quốc gia ký kết một thỏa thuận ngưng bắn ở Kashmir từ khoảng một thập niên nay, nhưng thỉnh thoảng vẫn có các vụ nổ súng qua lại gây thiệt hại nhân mạng.
Nhưng sau vụ nhóm khủng bố đặt căn cứ ở Pakistan mở cuộc tấn công vào Mumbai và làm cho quan hệ giữa hai quốc gia Nam Á đều có vũ khí nguyên tử xuống đến mức thấp nhất năm 2008, tình hình đã cải thiện dần trong thời gian gần đây.

## Diễn biến
Tình hình căng thẳng trở lại khi Pakistan loan báo quân đội Ấn vượt qua đường phân chia ranh giới trong vùng Kashmir ngày 8 tháng Giêng tấn công một tiền đồn của mình.
Sau đó Bộ Ngoại Vụ Ấn Độ nói rằng 8 tháng Giêng một toán tuần tiễu phát hiện trong sương mù những binh sĩ Pakistan tiến sâu vào lãnh thổ Ấn Độ 500 mét và tấn công họ. Theo thông cáo của Ấn Độ, hai binh sĩ Ấn bị giết trong cuộc giao tranh và thi hài bị chặt tàn ác vô nhân đạo. Pakistan phủ nhận cáo buộc này và đề nghị Liên Hợp Quốc mở cuộc điều tra. Phát ngôn viên quân đội J Dahiya nói với phóng viên thông tấn xã AP: "Chúng tôi có thể xác nhận là binh sĩ Pakistan đã chặt đầu một quân nhân Ấn Độ và lấy thủ cấp đem đi".
Ngày 10 tháng Giêng, quân đội Pakistan lên tiếng cáo buộc lính Ấn Độ nổ súng bắn qua lằn ranh biên giới ở Kashmir, làm thiệt mạng một lính Pakistan. Đây là vụ đụng độ gây thiệt mạng lần thứ ba ở vùng tranh chấp chỉ trong ít ngày qua.
Ngày 15 tháng Hai, lính Ấn Độ nổ súng bắn chết một binh sĩ Pakistan vì người này vượt lằn ranh Đường kiểm soát. Một giới chức quân sự Pakistan nói với báo chí người lính của họ bị bắn chết sau khi vô tình bước sang phía biên giới của Ấn. Tuy nhiên, sau đó trong ngày, quân đội Pakistan lên tiếng cáo buộc quân đội Ấn Độ đã nổ súng dù rằng người lính Pakistan lên tiếng xác nhận danh tánh và cho hay đi lạc sang biên giới.

## Phản ứng
Ngày 9 tháng Giêng, Chính quyền Ấn Độ triệu mời đại diện ngoại giao Pakistan đến để bày tỏ sự phản đối hành động "tàn ác vô nhân đạo" trong vụ giết hai lính biên phòng.
Hasan Askari Rizvi, một phân tích gia độc lập ở Lahore nói rằng đây là đe dọa nghiêm trọng nhất cho hòa bình kể từ khi đường ranh giới đình chiến được lập ra ở Kashmir năm 2003. Nhưng theo ông, "Mặc dầu cả hai bên đều lên tiếng phản đối, tôi không thấy phía nào muốn đảo ngược tiến trình quan hệ hòa hoãn, đặc biệt về mậu dịch".
Bộ trưởng Ngoại giao Ấn Độ Salman Khursid cũng tìm cách làm dịu căng thẳng, tuyên bố: "Theo tôi điều quan trọng về lâu về dài là đừng để leo thang những chuyện đã xảy ra".
Nhưng vào thời điểm hai nước đều sắp có bầu cử, người ta lo ngại những phe phái dân tộc cực đoan sẽ khích động quần chúng và những nhóm chiến binh quá khích để gây ra những hành động chưa thể lường trước được hậu quả.
Ngày 14 tháng Giêng, cấp chỉ huy quân sự hai nước có những lời cáo buộc lẫn nhau liên quan đến các vụ nổ súng. Phía chính phủ Ấn Độ nói rằng lính Pakistan vượt biên giới tiến vào lãnh thổ Ấn Độ và hạ sát hai binh sĩ của họ ngày 8 Tháng Giêng. Pakistan bác bỏ tố cáo này, tố ngược lại là lính Ấn Độ bắn chết hai người lính Pakistan. Ngoại trưởng hai nước lên tiếng cảnh cáo là không nên làm tình trạng căng thẳng trầm trọng hơn. Tuy nhiên tham mưu trưởng quân đội Ấn ngày 14 tháng Giêng ra lệnh cho các cấp chỉ huy ở trận địa phải có hành động đáp trả mạnh mẽ nếu Pakistan còn nổ súng vào vị trí của họ.

### Hậu quả lên quan hệ
Các vụ nổ súng qua lại đe dọa tiến trình thương thảo giữa Islamabad và Tân Delhi. Tuy nhiên, theo các quan sát viên quân sự, lần này có vẻ nguy hiểm hơn vì xảy ra sau hai vụ chạm trán khác mà cả Ấn Độ lẫn Pakistan cáo buộc lẫn nhau là đưa quân vượt biên giới gây nổ súng.
Ngày 15 tháng Giêng, bên lề một buổi lễ quân sự, Thủ tướng Manmohan Sigh của Ấn Độ cảnh cáo rằng mối liên hệ giữa Ấn Độ và Pakistan không thể tiếp tục như bình thường sau khi xảy ra vụ nổ súng. Singh nói thêm rằng việc nổ súng khiến hai quân nhân Ấn Độ thiệt mạng là "điều không thể chấp nhận" và những kẻ có tội phải bị mang ra xét xử.